# عبد الرحيم بن أبي اللطف
عبد الرحيم بن أبي اللطف بن إسحق بن محمد بن أبي اللطف الحنفي القدسي مفتي الحنفية بالقدس ورئيس علمائها، وهو عالم ومفسراً فقيهاً نحوياً ملازم الإفادة والتدريس، برع في العلوم العقلية والنقلية ولا سيما في الفقه والتفسير، درّس بجامع السليمانية باستنبول، ثم عيّن مفتيا للحنفية بالقدس ومدرسا للمدرسة العثمانية. وظل في هذا المنصب زهاء ثلاثين سنة.

## نشأته
ولد عبد الرحيم بن أبي اللطف بالقدس عام 1037 هـ/ 1628 م. درس بمدينته ثم بمصر ثم باستنبول على عدة مشايخ منهم: حسن الشرنبلاوي، أحمد الشويري، ياسين الحمصي، أحمد الخفاجي، أبو السعود الشعراني، يوسف الخليلي، عبد الكريم الحموي، محمد البلباني الدمشقي، زين العابدين الصديقي المصري.
وكان عبد الرحيم قد حج وسلك طريق التصوف على الشيخ أحمد القشاشي. توفي بأدرنه بتركيا في صفر عام 1104 هـ/ 1692 م ودفن على قارعة الطرق. له تلاميذ كثيرون منهم الأتراك والمصريون والشاميون والفلسطينيون. كما ترك عدة مؤلفات منها:
الفتاوى الرحيمية- شرح على منح الغفار- شرح الكنز للعيني- الفوائد الرحيمية على بعض كتب السادة الحنفية- رسالة في الاشتقاق- ديوان
وهو السيد عبد الرحيم بن أبي اللطف بن إسحق بن محمد بن أبي اللطف الحنفي القدسي، مفتي الحنفية بالقدس ورئيس علمائها، كان هاشمي الطبع حسن الأخلاق مرضي الهمة، عالماً مفسراً فقيهاً نحوياً ملازم الإفادة والتدريس، اماماً مقتدي ومستوفي العلوم العقلية والنقلية، ولد في سنة سبع وثلاثين وألف ونشأ بالجد والاجتهاد وأخذ العلوم على من ورد من الأفاضل إلى القدس، ثم ارتحل إلى مصر وجاور بها مدة ثم رجع ظافراً بمزيد الفضيلة حائزاً للعلوم الجليلة واشتهر بالبلاد وانتفع به العباد، ثم ذهب إلى الديار الرومية واستقام بها مدة مديدة واكب الأفاضل بها عليه وقرأ في جامع السليمانية كثيراً من العلوم، مدققاً منطوقها والمفهوم ففي ربيع الآخر سنة ثمان وخمسين وألف لازم من صدر الروم وقاضي العساكر المولى ابالي زاده مصطفى كعادتهم ودخل في سلك المدرسين، فلما كان منفصلاً عن مدرسة بأربعين عثماني في سنة ثمان وستين أعطى افتاء بلدته مع مدرسة العثمانية، ففي رجب سنة تسع وستين عزل من الفتوى والمدرسة من شيخ الإسلام المولى محمد الأسيري، لأمر صدر منه فتبقى في بلدته صفر اليد مكدر الحال، ففي رجب سنة اثنين وسبعين اعيد الافتاء مع المدرسة من شيخ الإسلام صنعي زاده المولى السيد محمد وأعطاه اعتبار رتبة الداخل المتعارفة بين الموالي والمدرسين وبعده أعطى اعتبار رتبة موصلة السليمانية مع قضاء صفد على وجه المعيشة، فبعد مدة بالقضاء الآلهي حبس في أحد القلاع وبعد أن خلص ذهب للديار الرومية، لأجل عرض حاله إلى الدولة العثمانية العلية، فصادفه الحمام بادرنة ولم ينل المرام وكان حج ولقي خلاصة الواصلين الشيخ أحمد القشاشي وهو يقري رسالة القشيري فأخذ عنه ثم رجع إلى بلاده بأمر من شيخه المذكور واشتهر في افتائه ثلاثين سنة وألف وحقق وأفاد فمن تصانيفه
- الفتاوي الرحيمية.

- وله كتابة على منح الغفار نحواً من عشرة كراريس

- وكتابة على الرمز شرح الكنز للعيني وعلى البزازية والفتاوي الخيرية

- وبعض من كتب الفقه جمعها ولد الفاضل السيد محمد وسماها الفوائد الرحيمية على كتب كثيرة من كتب السادة الحنفية

- وله رسالة في الاشتقاق وشرحها وكتابات على حفيد المختصر وعلى عصام القاضي [1]

وله نظم رقيق جمعه ولده المذكور ديواناً ومشايخه الذين أخذ عنهم وقرأ عليهم منهم العلامة الشيخ حسن الشرنبلالي والشيخ أحمد الشوبري والشيخ علي الشبراملسي والشيخ يس الحمصي المصري والشيخ سلطان المزاحي والشهاب أحمد الخفاجي والشيخ إبراهيم الميموني والشيخ أبو السعود الشعراني والشيخ يوسف الخليلي والشيخ عبد الكريم الحموي والسيد محمد بن علي الدمشقي والشيخ محمد البلباني الدمشقي والشيخ الاستاذ زين العابدين الصديقي المصري وأخذ عنه جماعة من أهالي الروم منهم العلامة المولى أحمد بن سنان البياضي والمولى محمد رفيعي زاده والمولى أحمد جاويش زاده والمولى قره خليل علامة الروم وشيخ الإسلام المولى عبد الله ابه زاده ونقيب الأشراف المولى إبراهيم عشاقي زاده ومن فضلاء مصر الشيخ أحمد الدقدوسي مفتي الحنفية والشيخ شاهين الدمشقي الأصل القاهري السكن ومن أهال دمشق الشيخ إسمعيل اليازجي والشيخ صالح الجينيني ومن أهالي بلدته الشيخ أحمد العلمي ومن أهل الرملة الشيخ نجم الدين بن خير الدين الرملي وبالجملة فقد كان مفنناً في جميع العلوم حتى في الشعر

## مؤلفاته
- ديوان شعر
- كتابات على حفيد المختصر وعلى عصام القاضي
- رسالة في الاشتقاق وشرحها
- الفوائد الرحيمية على كتب كثيرة من كتب السادة الحنفية
- الفتاوى الرحيمية في واقعات السادة الحنفية[1]